# 케냔트로푸스 플라티오프스
케냔트로푸스 플라티오프스(Kenyanthropus platyops)는 약 360만년전에서 320만전년(플리오세)에 살았던 멸종된 사람족의 종으로, 미브 리키 팀의 일원이었던 저스터스 에러스가 케냐의 투르카나 호수에서 1999년에 발견하였다. 발견 초기에 호모 루돌펜시스나 호모 하빌리스와 생김새가 많이 닮아서 화제가 되었다. 학명 '케냔트로푸스 플라티오프스'는 '납작한 얼굴을 지닌 케냐인'이라는 뜻이다. 이 종은 2발로 걸었을 것으로 추정된다.
케냔트로푸스의 발견으로 인류의 진화가 단일가지로 뻗어나오다가 기원전 300만년경 이후 여러 가지로 분리되었다는 단일 가지설과, 300만년 이전에 여러 종의 원인이 나타나 각자 다양한 방법으로 진화되었다는 다가지설 논란의 종지부를 찍고 다가지설이 유력한 것으로 추정되었다. 이빨의 크기는 작고 가늘고 얇은 에나멜질이 있으며 마모도로 보아 같은 시대를 살던 오스트랄로피테쿠스 아파렌시스나 오스트랄로피테쿠스 바흐렐가잘리에 비해 부드러운 식물과 과일, 고기를 섭취했던 것으로 추정된다.

## 같이 보기
- 오스트랄로피테쿠스 아파렌시스
- 오스트랄로피테쿠스 아프리카누스
- 호모 하빌리스
- 호모 루돌펜시스

## 참고 문헌
- Leakey, Meave G.; et al. (2001). “New hominin genus from eastern Africa shows diverse middle Pliocene lineages”. 《네이처》 410: 433–440. doi:10.1038/35068500.